# Émile Fouchard
Émile Fouchard, född 20 februari 1902 i Bannay, död 2 januari 1992 i Montfermeil, var en fransk politiker.

## Biografi
Émile Fouchards föräldrar flyttade från Cher för att installera sig i Chelles, Seine-et-Marne, år 1906. Den unge Fouchard utbildar sig till möbelsnickare. År 1918 går han med i Jeunesses socialistes (Unga socialister) och blir politiskt engagerad. Efter Congrès de Tours år 1920 går han med i Franska kommunistpartiet (PCF). 15 år senare blir Émile Fouchard vald till borgmästare i Chelles. År 1936 blir han tilldelad ett mandat i Nationalförsamlingen.
Då Fouchard ogillade Molotov-Ribbentrop-pakten, lämnar han i september 1939 kommunistpartiet för att istället ingå i ett nybildat parti, Union populaire française, som bildades för dem som lämnat PCF.
Den 10 juli 1940 röstar han emot lagförslaget som skulle ge Philippe Pétain utökad makt.